# Хинди (језик)
Хинди (हिन्दी) је индоевропски језик који се углавном говори у северној и централној Индији. Њему је сродан цели низ индоаријских дијалеката — панџаби, синди и гуџарати на северозападу; маратхи на југу; одија на југоистоку, бенгалски језик на истоку и непалски на северу.
Под појмом хинди се подразумева и стандардна верзија хиндустанског језика која је 26. јануара 1965. године постала службени језик Индије, уз дотадашњи енглески и још 21 језик наведен у индијском уставу. Хинди се често наводи као супротност урдуу, још једној стандардној верзији хиндустанског језика који представља службени језик Пакистана и неколико индијских савезних држава. Основна разлика између два језика је у томе да је стандардно писмо хиндија деванaгари, те да му је речник очишћен од персијских и арапских речи, док се урду пише на персијском писму и садржи велики број персијских и арапских речи. Урду је понекад назив за све хиндустанске дијалекте осим стандардног језика. Хинди, написан деванагари писмом, један је од два званична језика Владе Индије, заједно са енглеским. То је службени језик у девет држава и три територије уније и додатни службени језик у три друге државе. Хинди је такође један од 22 призната језика Републике Индије.
Хинди је lingua franca Хинди појаса. Такође се говори, у мањој мери, у другим деловима Индије (обично у поједностављеном облику као што је базар хиндустани или хафлонг Хинди). Изван Индије, неколико других језика је званично признато као „хинди“, али се не односе на стандардни хинди језик који је овде описан и уместо тога потичу од других дијалеката, као што су авади и бојпури. Такви језици укључују фиџијски хинди, који има званични статус на Фиџију, и карипски хиндустански, који се говори у Тринидаду и Тобагу, Гвајани и Суринаму. Осим писма и формалног речника, стандардни хинди је међусобно разумљив са стандардним урду, још једним признатим регистром хиндустанског језика, јер оба деле заједничку колоквијалну основу.
Хинди је четврти језик који се највише говори на свету, после мандаринског, шпанског и енглеског. Ако се рачуна заједно са урду, то је трећи језик по броју говорника на свету, после мандаринског и енглеског.